# Molophilus luteipygus
Molophilus luteipygus là một loài ruồi trong họ Limoniidae. Chúng phân bố ở miền Australasia.